# آلن هالی
آلن هالی (به انگلیسی: Alan Holley) (متولد؛ ۱ اکتبر ۱۹۵۴ سیدنی) یک آهنگ‌ساز و نوازنده استرالیایی است.